# Distretto di Dadong
Il distretto di Dadong (大东区S, Dàdōng QūP) è un distretto della Cina, situato nella provincia di Liaoning e amministrato dalla prefettura di Shenyang.